# Kościół św. Józefa w Gdańsku
Kościół św. Józefa w Gdańsku – kościół rektorski należący do parafii św. Brygidy archidiecezji gdańskiej. Do kościoła przylega kaplica, w której przez cały dzień odbywa się adoracja Najświętszego Sakramentu, w czasie której można też skorzystać z sakramentu pojednania. W czasach reformacji był to jednym z nielicznych działających w Gdańsku kościołów rzymskokatolickich (obok kościołów Dominikanów i Brygidek, a później Kaplicy Królewskiej). W czasach karmelitów kościół nosił wezwanie Matki Boskiej Śnieżnej oraz Świętych Założycieli Eliasza i Elizeusza.

## Architektura
Kościół wg pierwotnych planów miał być znacznie obszerniejszy i składać się z trzech naw. Całość budowli miała mieścić się w ramach obmurowania, a brama wejściowa na teren otaczający kościół miała być wejściem do świątyni. Karmelitom zabrakło funduszy na zrealizowanie tak dużego projektu i zbudowano jedynie prezbiterium i jedną nawę. Prezbiterium jest zamknięte prosto z dużym witrażem (wykonany w 1970 r. na podstawie projektu Barbary Massalskiej) i flankowane dwoma narożnymi wieżyczkami. Jest to jedyny w Gdańsku kościół z zewnętrznymi przyporami.
Do kościoła przylega klasztor, który dawniej zajmowany był przez karmelitów („Białych Mnichów”), a obecnie jest siedzibą zakonu Oblatów.

## Wnętrze
W okresie I Rzeczypospolitej kościół karmelitów był miejscem licznych pochówków katolickich rodów szlacheckich, m.in. zmarłego w 1656 r. starosty tykocińskiego Wojciech Wessla, kasztelana gdańskiego Dymitra Wejhera (zm. 1628), kasztelanowej sierpeckiej Eleonory Niszczyckiej (zm. 1633), wojewodów pomorskich Ludwika Wejhera (zm. 1656) i Władysława Denhoffa (zm. 1683), wojewody brzeskokujawskiego Jana Jakuba Potulickiego (1707-1726), kasztelanowej słońskiej Anny Sierakowskiej (zm. 1792) i tablica ku czci jej męża senatora Kajetana Onufrego Sierakowskiego (zm. 1841). Zachowały się tylko dwa z tych epitafiów: barokowe epitafium Jana Jakuba Potulickiego i płyta nagrobna z herbem Wejherów. Ponadto z oryginalnego wyposażenia przetrwały dwa barokowe konfesjonały i chrzcielnica w nawie głównej oraz dwa ołtarze w Kaplicy Wieczystej Adoracji.

## Rys historyczny
- 1467 – Karmelici obejmują jako odszkodowanie leprozorium św. Jerzego, po tym gdy musieli opuścić swój istniejący od 1395 roku klasztor w Młodym Mieście
- 1482 – położenie fundamentów pod prezbiterium[5]
- 1483 – położenie fundamentów pod nawę
- 1493 – kościół pokryto dachówką
- 1496 – zbudowanie szczytu wschodniego
- 1523 – dewastacja kościoła
- 1576 – dewastacja kościoła i klasztoru w czasie konfliktu z królem Batorym
- 1623 – dobudowano zachodni korpus kościoła
- 1668 – pożar kościoła
- 1670 – zniszczenie kościoła przez protestantów
- 2 poł. XVII wieku – odbudowa po pogromie i rozbudowa kościoła i klasztoru do stanu obecnego – wystrój barokowy.
- 1681 – poświęcenie kościoła przez opata pelplińskiego Ludwika Łasia
- 1734–1835 – klasztor zajmują kolejno żołnierze: rosyjscy, francuscy, pruscy
- 1823 – władze pruskie skasowały Zakon karmelitów
- 1840 – powstaje parafia pod wezwaniem św. Józefa. Pierwszym proboszczem został ks. Józef Michalski[3].
- 1869 – władze pruskie skasowały nabożeństwa w języku polskim
- 1886 – przywrócenie polskich nabożeństwa[3]
- lata 30. XX wieku – pięć ołtarzy z XVIII wieku przekazano do kościoła św. Antoniego w Brzeźnie[2]
- 27 marca 1945 – żołnierze Armii Czerwonej, nie szanując prawa azylu w kościele, gdzie schroniło się ponad 100 osób, wtoczyli i podpalili beczki z płynem zapalającym. Wraz z kościołem spłonęli cywile szukający w nim schronienia[6]. Kościół w wyniku pożaru stracił dachy i sklepienia oraz prawie całe wyposażenie wnętrza[7].
- 1947 – kościół objęli w opiekę Misjonarze Oblaci
- 1953 – poświęcenie kościoła odbudowanego przez Misjonarzy Oblatów Maryi Niepokalanej. Nowy witraż w oknie prezbiterium zaprojektowała Barbara Massalska
- 1964 – w kaplicy rozpoczęto odprawiać wieczystą adorację
- 2000 – poświęcenie pomnika „Ofiar Nieludzkich Systemów”[8]
- 2014 – prace konserwatorskie
- 2019 – zakończenie prac konserwatorskich
- 1 grudnia 2019 – rekonsekracja kościoła przez bp. Zbigniewa Zielińskiego[9]

## Galeria

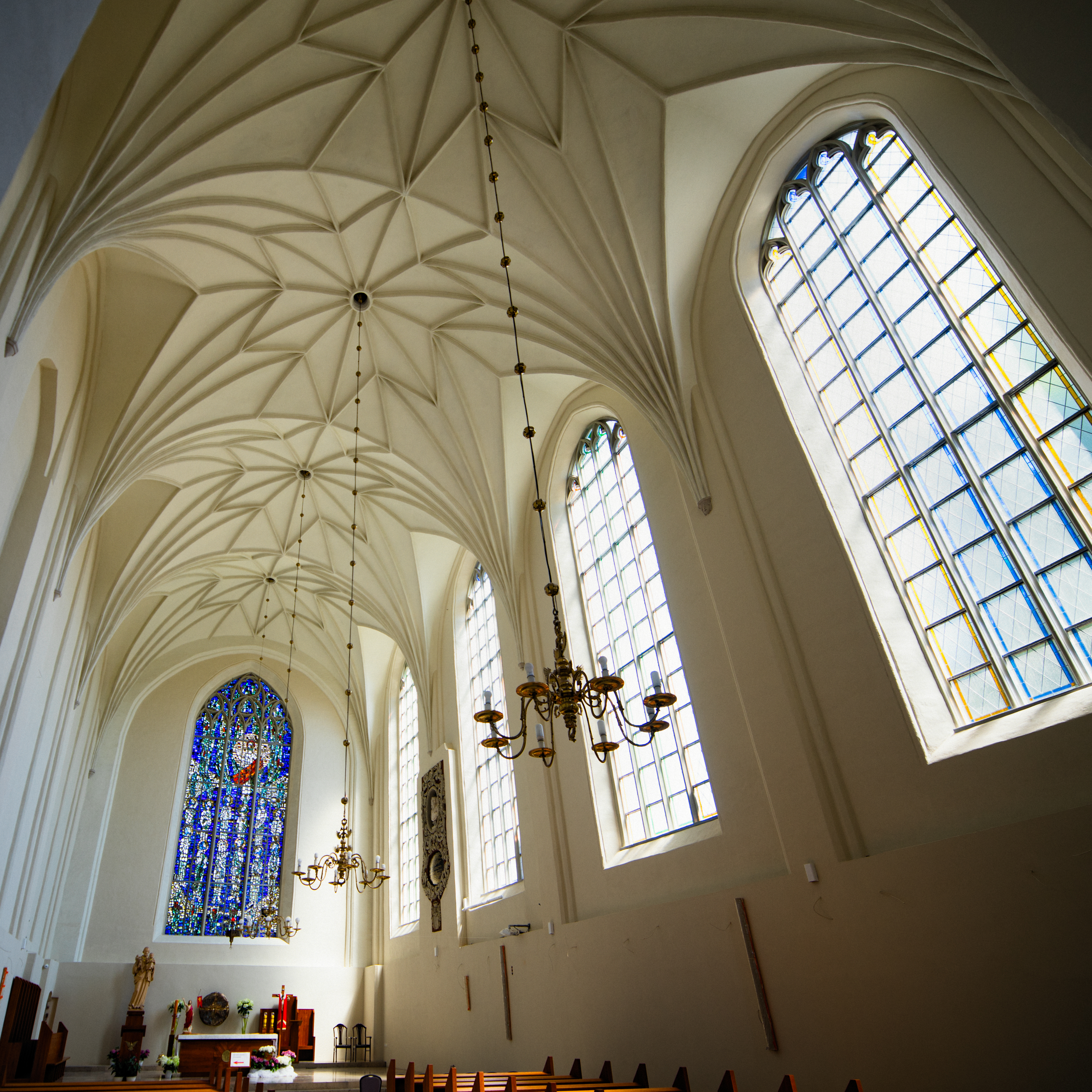
Zrekonstruowane gotyckie sklepienia
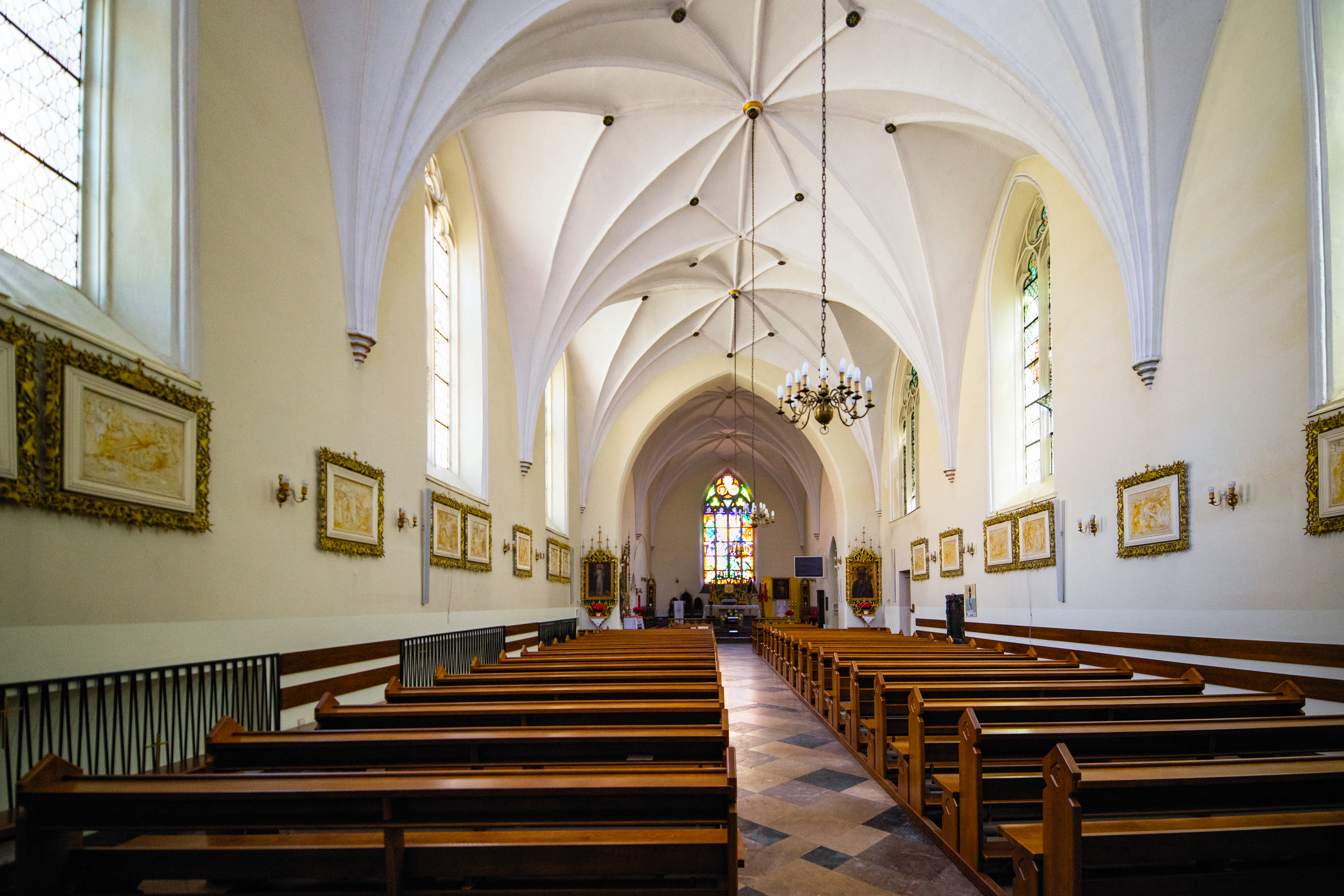
Wnętrze gotyckiej kaplicy
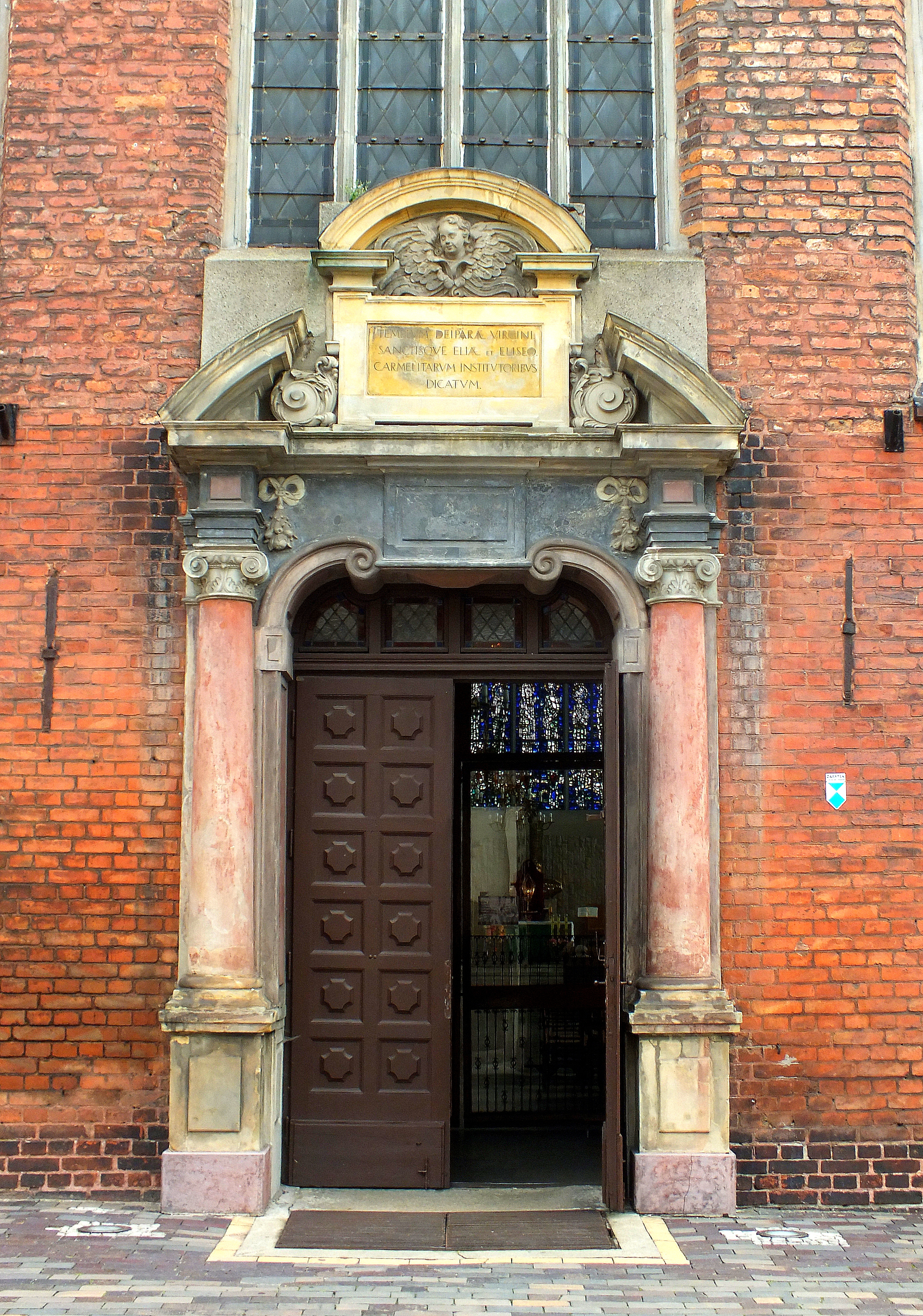
Portal barokowy
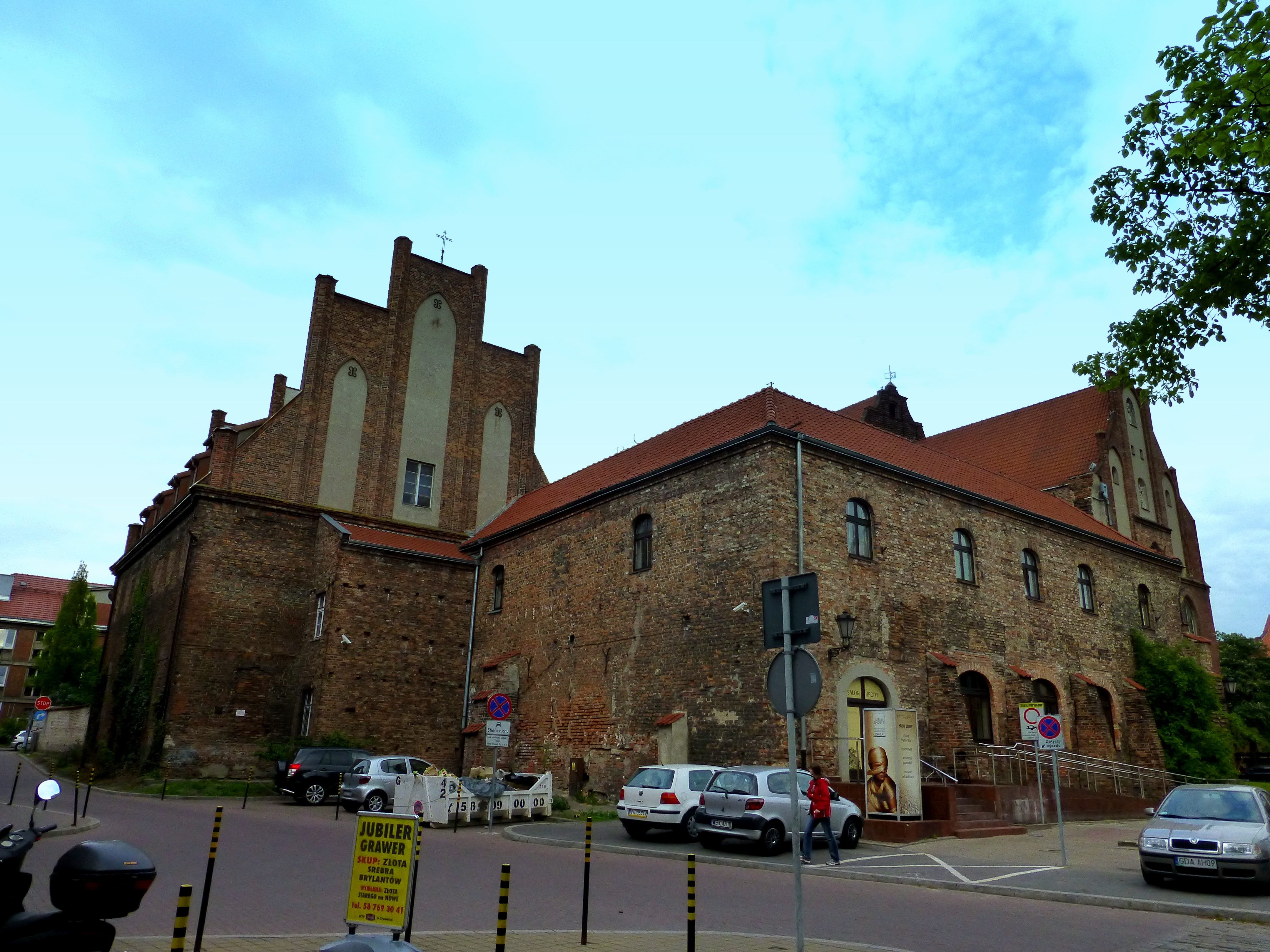
Klasztor karmelitów (ob. oblatów)
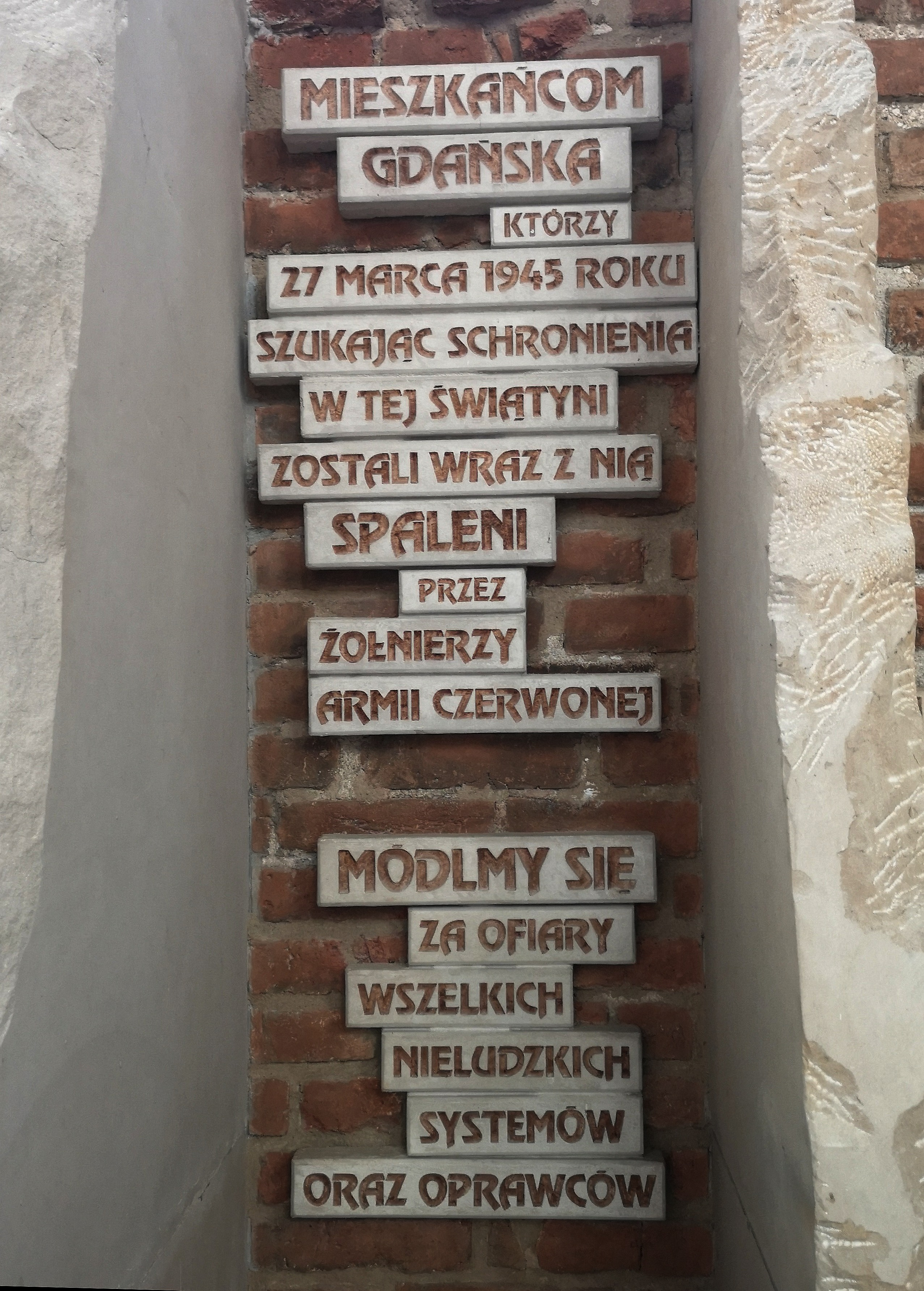
Tablica pamięci ofiar czerwonoarmistów